# راشل آندوزا

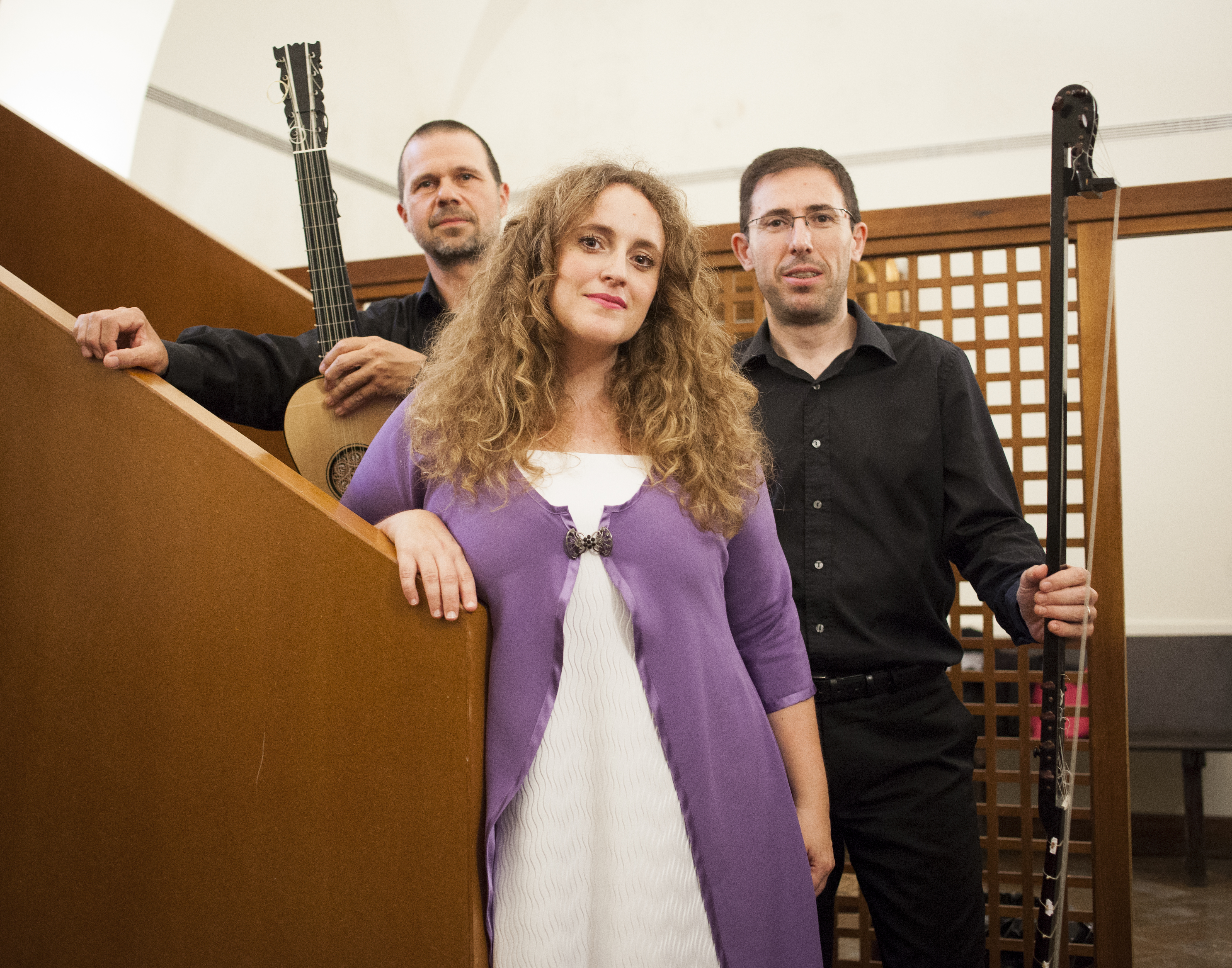

راشل آندوزا (۱۹۸۰-)، سوپرانوی اسپانیایی است. او در جشنواره‌ها و سالن‌های بزرگ در سرتاسر جهان اجرا داشته‌است و اولین حضور خود را در سال ۲۰۱۲ در سالن کارنگی نیویورک و در سالن پرومز لندن انجام داد.